# Мемориал «Титаника» (Нью-Йорк)
Мемориал «Титаника» в Нью-Йорке был построен по инициативе Маргарет Браун в память о погибших на Титанике 15 апреля 1912 года. Сооружение высотой 18 метров представляет собой маяк, увенчанный шаром времени.
Мемориал был открыт в марте 1913 года. Первоначально он находился на Ист-Ривер на крыше 12-этажной Церкви института моряков Нью-Йорка и Нью-Джерси по адресу Саут-стрит, 25. С 1913 по 1967 год шар времени падал по мачте вниз, тем самым сигнализируя о наступлении полудня.
В июле 1968 года институт переехал на Стейт-стрит, 15. В 1976 году мемориал был перенесён ко входу в Саут-Стрит-Сипорт,, где за счёт средств Exxon Corporation был устроен музейный комплекс.

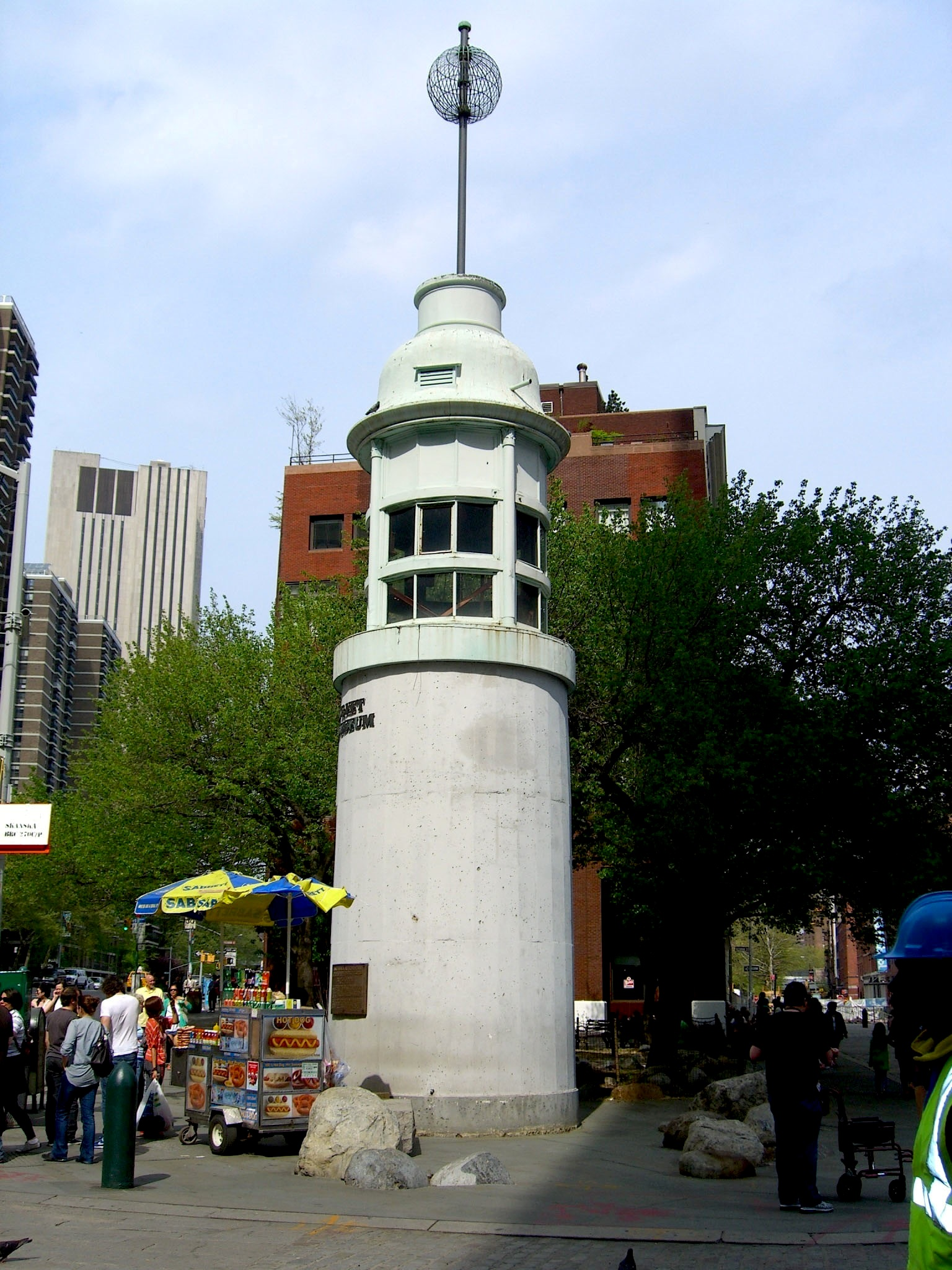
Общий вид
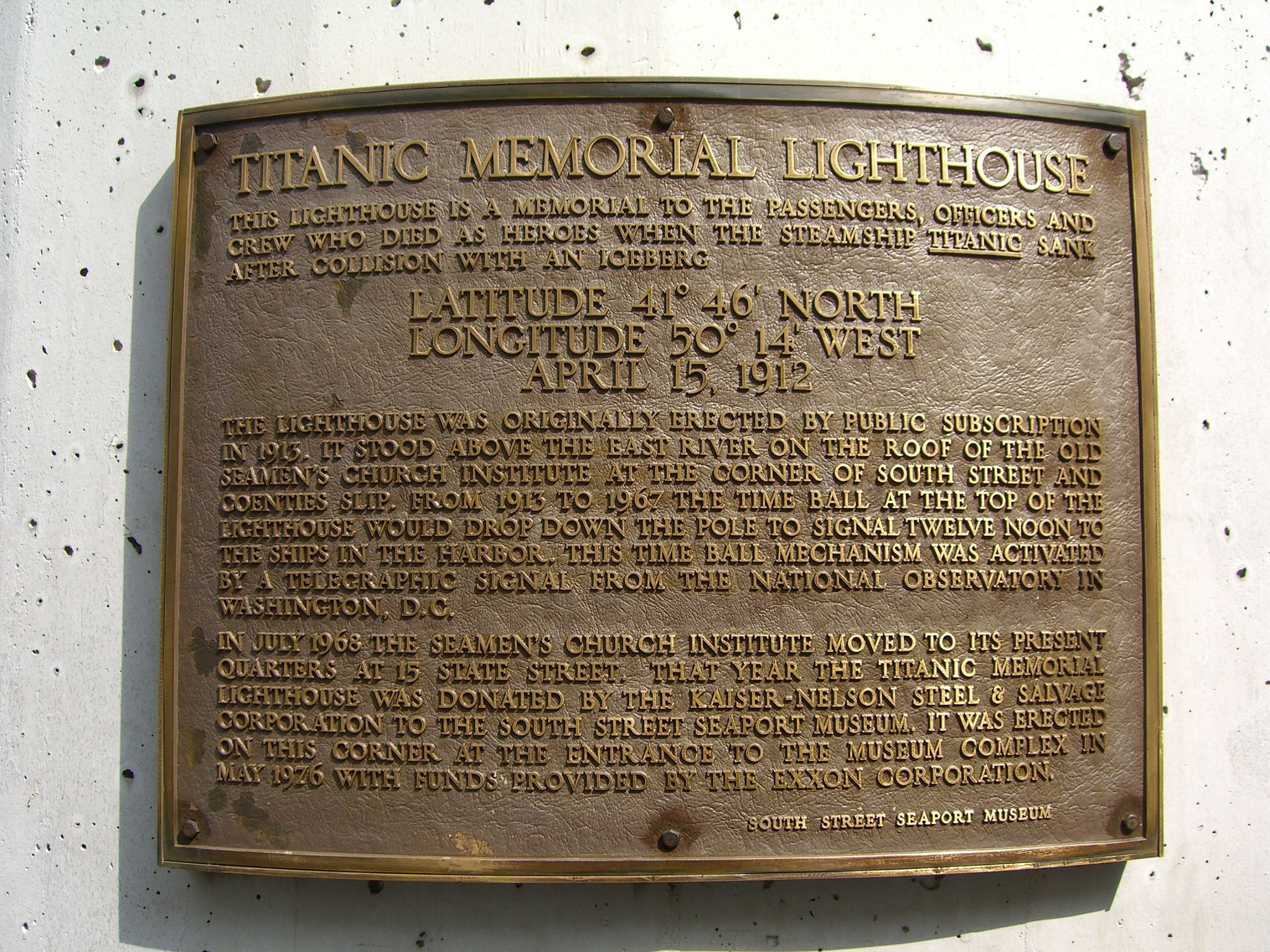
Мемориальная табличка